# Hôtel de Claude de Saint-Félix
L’hôtel Hébrard, aussi désigné comme l’hôtel de Claude de Saint-Félix, est un hôtel particulier, situé au no 11 rue Saint-Rémésy, dans le centre historique de Toulouse. Construit dans la première moitié du XVIe siècle pour le conseiller au Parlement Sanche Hébrard, il est habité par Claude de Saint-Félix, puis est agrandi et remanié dans la première moitié du XVIIe siècle par Charles Turle. Les élévations sont cependant profondément modifié au cours des siècles suivants.
L'hôtel reste cependant représentatif des hôtels particuliers toulousains, combinant des motifs de l'architecture de la Renaissance et de l'architecture classique. Il est inscrit partiellement aux monuments historiques en 1925.

## Histoire
L'hôtel est édifié dans le deuxième quart du XVIe siècle pour Sanche Hébrard, conseiller au Parlement de Toulouse entre 1519 et 1541. Il réunit pour cela quatre immeubles, deux sur la rue Saint-Rémésy et deux autres sur la rue du Temple (actuel no 8 rue de la Dalbade). Il aménage ainsi un vaste hôtel particulier, autour d'une cour intérieure, dans un style proche de celui que Bérenger Maynier fait élever à la même époque. Son fils, Antoine Hébrard, conseiller au Parlement entre 1541 et 1566, occupe l'hôtel après son père.
En 1566, Claude de Saint-Félix, seigneur des Varennes, qui a épousé la fille d'Antoine Hébrard, Françoise, hérite de l'hôtel. Fils du capitoul François de Saint-Félix, proche du connétable Charles de Bourbon et capitoul en 1536-1537, et d'Antoinette de Puybusque, Claude de Saint-Félix est un membre éminent de l'aristocratie toulousaine. Il est nommé conseiller au Parlement en 1566, probablement dans la charge de son beau-père, avant de devenir procureur général en 1570, puis premier président en 1598. Il assiste en 1596 à l'assemblée des notables tenue à Rouen à la demande d'Henri IV. À sa mort, en 1611, l'hôtel passe à son fils, Germain de Saint-Félix, conseiller secrétaire de la chancellerie et capitoul en 1607-1608 et en 1618-1619.
En 1631, Charles Turle, secrétaire du roi à la chancellerie de la chambre de l'édit de Castres, acquiert l'hôtel. Il engage d'importants travaux et fait édifier une nouvelle façade, tandis que la cour intérieure subit de profondes modifications. En 1677, il transmet tous ses biens, sa charge et son hôtel, à son fils, Antoine-Joseph de Turle. Ce dernier le vend, deux ans plus tard, à Pierre-Nicolas Rabaudy, capitoul en 1648-1649, 1658-1659 et 1665-1666. C'est sa fille, Gabrielle, qui en hérite et le transmet, en 1686, à son mari, le conseiller du roi Gabriel de Ferrier.
En 1766, l'hôtel appartient à l'avocat au Parlement Théodore Sudre. Des remaniements modifient profondément l'aspect des élévations aux XVIIIe siècle, XIXe siècle, et XXe siècle, rendant difficile la compréhension de l'hôtel original. En 1925, la façade ouest sur cour du corps de bâtiment de la rue Saint-Rémésy, avec ses fenêtres Renaissance, est protégée au titre des Monuments Historiques.

## Description
L'hôtel est traversant et ouvre à la fois sur la rue Saint-Rémésy et sur la rue de la Dalbade. Il se compose de plusieurs corps de bâtiment autour sur deux cours.
Le premier hôtel construit est celui du conseiller au Parlement Sanche Hébrard. De cette première construction subsistent les fenêtres de style Renaissance de la façade ouest de la cour intérieure. Une porte est surmontée par deux anges soutenant un écusson. L'une des deux fenêtres est encadrée par deux pilastres cannelés. Entre ces pilastres extérieurs, deux colonnettes doriques relient l'accoudoir au croisillon devenu une architrave. À l'étage supérieur, entre le croisillon et le linteau, les colonnettes font place à deux pilastres à double cannelure. La corniche supérieure est soutenue par de petites arcatures reposant sur des consoles. Elles peuvent être rapprochées de celles que l'on voit à l'hôtel Bérenger-Maynier, au no 36 rue du Languedoc.
Les trois autres côtés de la cour ont été reconstruits en même temps que la façade sur rue, à la demande de Charles Turle, vers 1631. Il ne reste de cette façade que le portail d'entrée, en alternance brique et pierre, surmonté d'une fenêtre basse à meneaux.

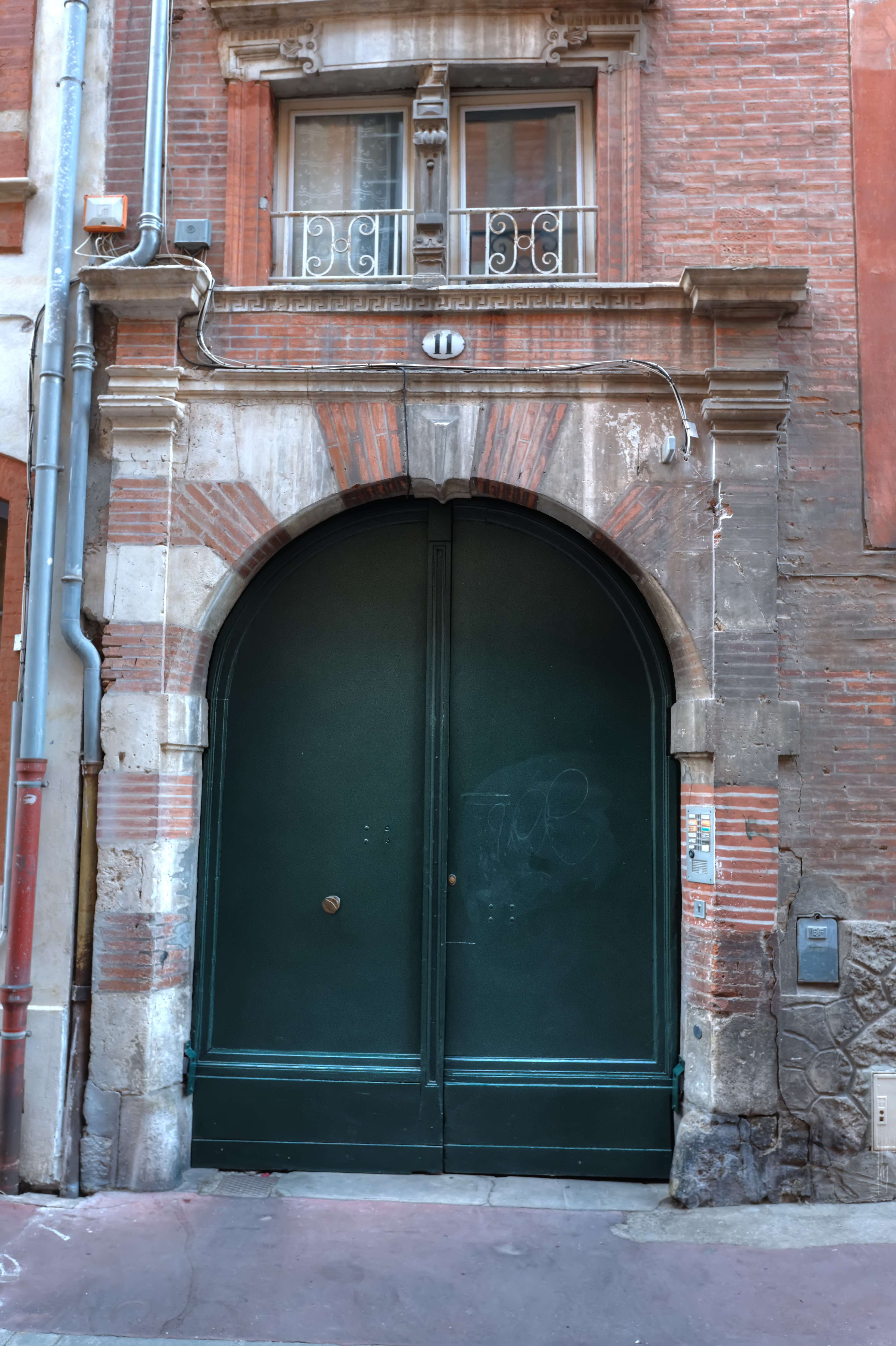
Portail de la façade sur rue.
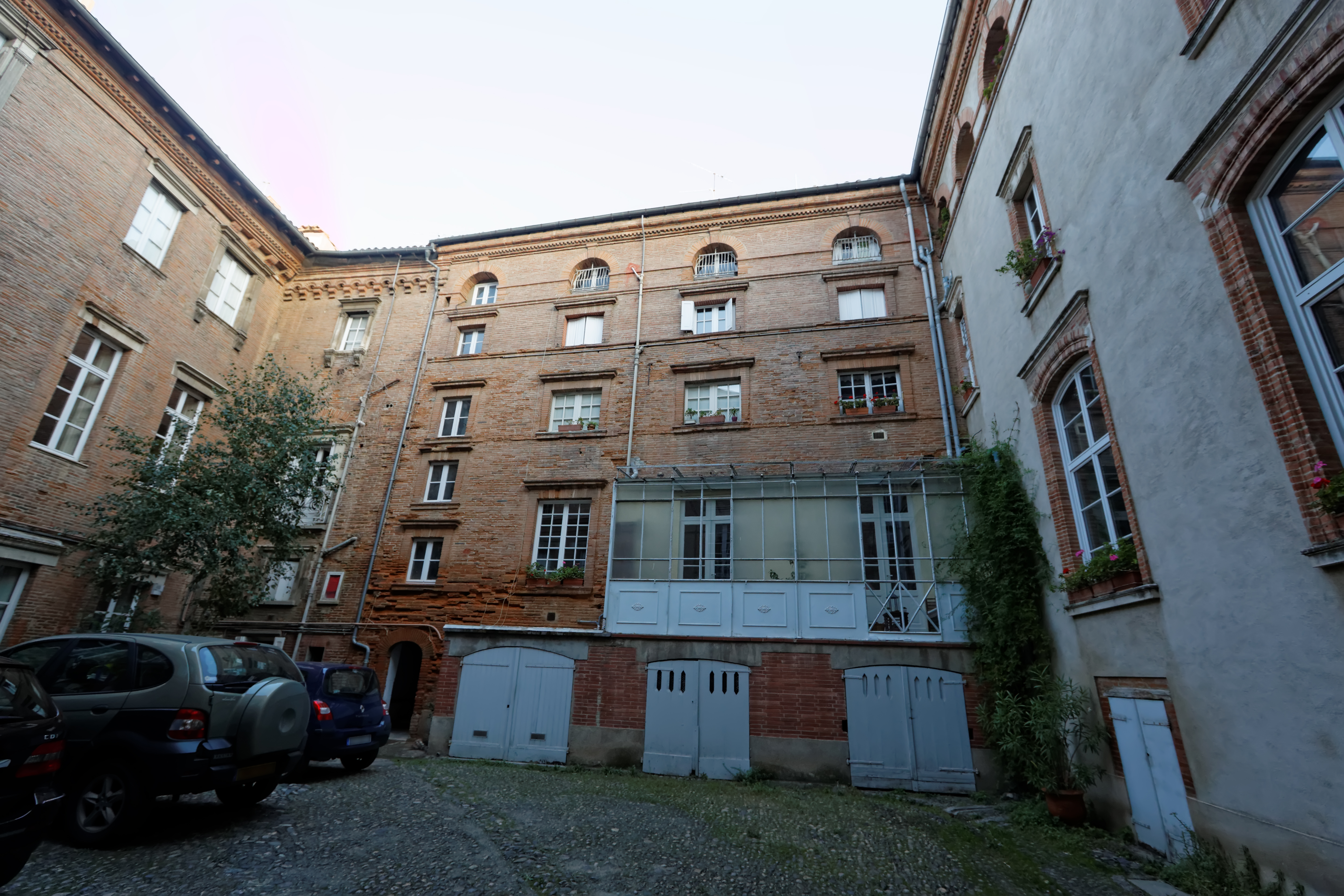
Façade ouest de la cour intérieure.
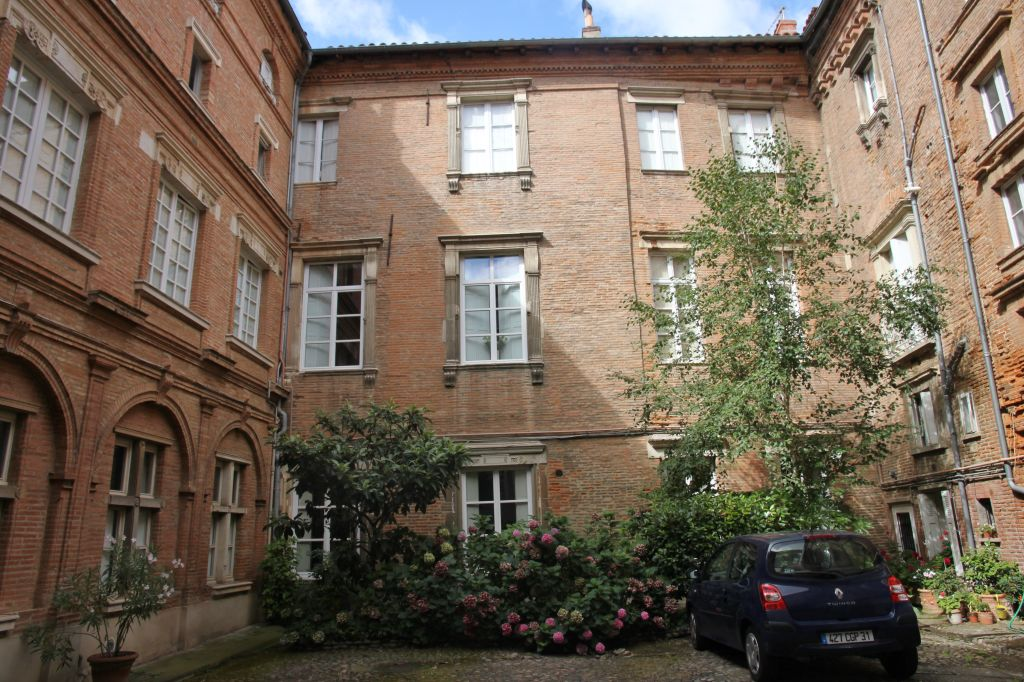
Façade de la cour intérieure.
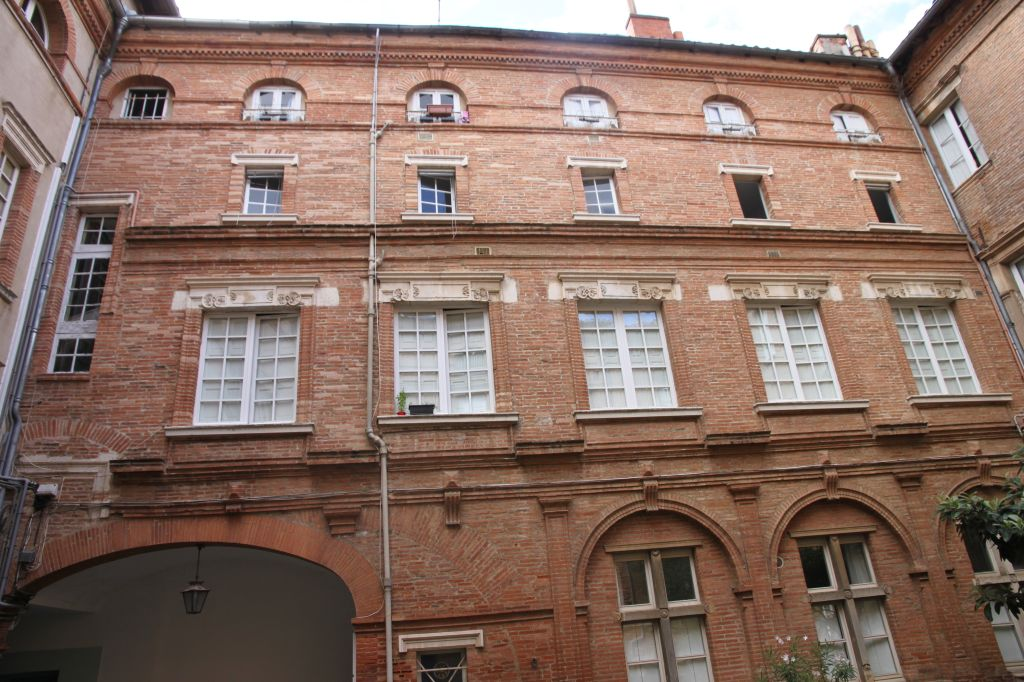
Façade de la cour intérieure.
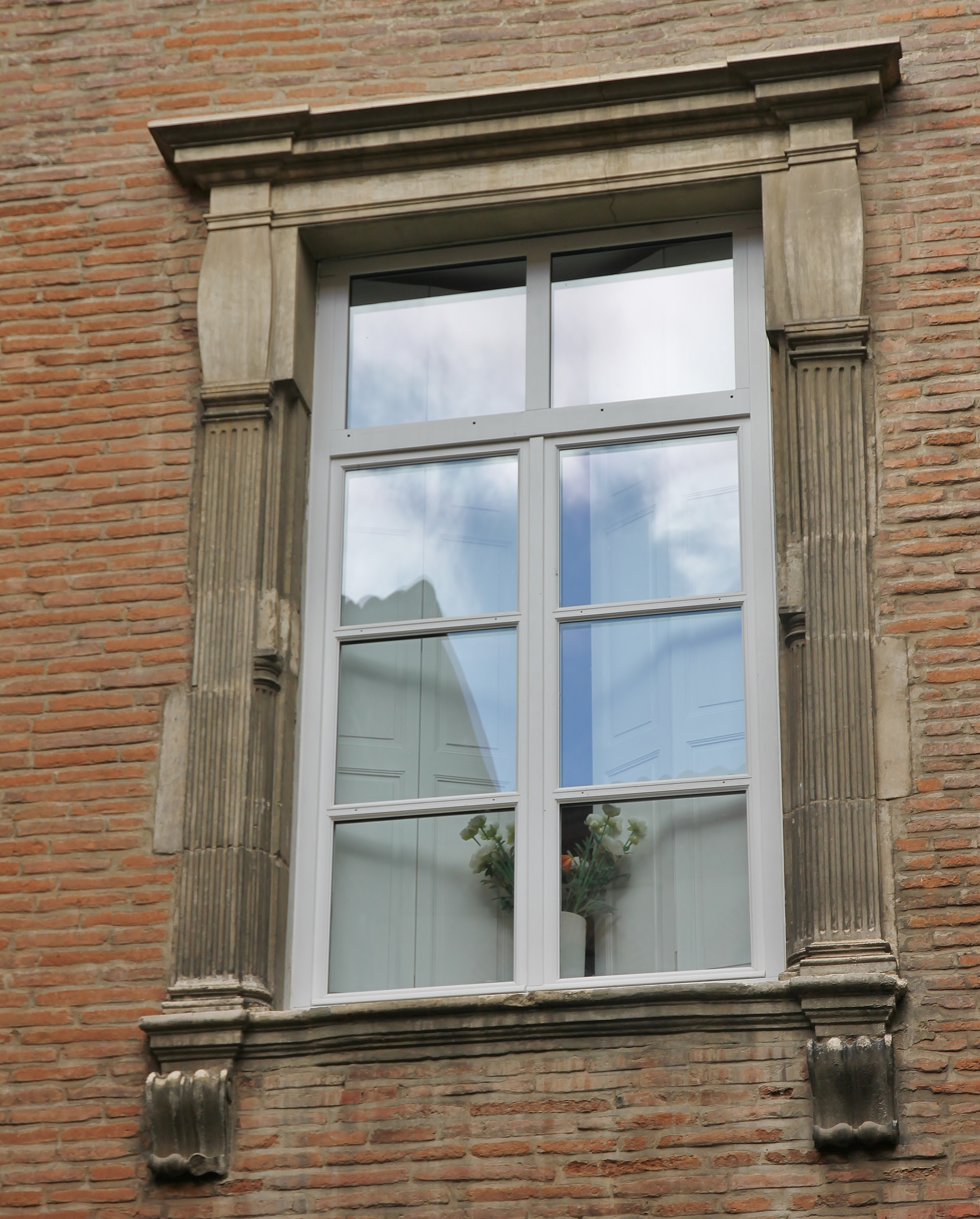
Fenêtre Renaissance